# Duecentosei ossa
Duecentosei ossa (206 Bones), scritto nel 2009, è il dodicesimo libro riguardante le avventure dell'antropologa forense Temperance Brennan, ideata dalla scrittrice statunitense Kathy Reichs.

## Trama
La dottoressa Brennan si risveglia, legata mani e piedi, in un posto buio ed umido. Una volta che è riuscita a liberarsi, capisce di trovarsi in una cripta piena di ossa. È intontita, confusa e non si ricorda come sia finita in prigionia. Solo dopo essersi calmata un poco, riesce a ricostruire mentalmente gli avvenimenti antecedenti: insieme al tenente Ryan aveva scortato i resti di un'anziana ereditiera, risultante scomparsa da un anno, da Montréal a Chicago e l'inchiesta si chiude adducendo come motivazione "morte naturale". Tutto, però, verrà rimesso in discussione, poiché Tempe viene accusata, durante una chiamata anonima, di aver voluto insabbiare il caso, compiendo in modo lacunoso e poco professionale le analisi. Si insinua nella dottoressa il pensiero che effettivamente possa aver commesso degli errori, visto che con Ryan le cose non vanno ancora per il verso giusto, e a peggiorare le cose sarà il ritrovamento nei boschi vicino a Montréal dei cadaveri di tre donne anziane uccise ferocemente. A mano a mano che ricorda la sequenza degli eventi, nota che ai suoi presunti errori ha sempre posto rimedio la stessa persona: l'ambiziosa anatomopatologa Marie-Andréa Briel. Una persona manipolatrice che presenzia spesso in televisione per esporre il suo progetto di creare una società privata a supporto delle indagini per omicidio. Per scoprire se è questa dottoressa che ha voluto metterla fuori gioco, la Brennan dovrà ingegnarsi per trovare una via di uscita ed arrivare alla verità.

## Personaggi
- Temperance Brennan: protagonista ed antropologa forense;
- Andrew Ryan: tenente della Section de Crimes contre la Personne della SUQ (Sûreté du Québec);
- Marie-Andréa Briel: anatomopatologa.

## Narrazione
Il romanzo è narrato in prima persona dalla protagonista e vi è un intreccio tra descrizioni scientifiche delle procedure utilizzate, la narrazione degli eventi, dei contesti e dei personaggi ed infine le sensazioni e le emozioni della dottoressa.

## Edizioni
- Kathy Reichs, Duecentosei ossa, traduzione di Annoni I., Rizzoli narrativa, Rizzoli, 2009, ISBN 978-88-17-03231-5.
- Kathy Reichs, Duecentosei ossa, Superpocket. Best thriller, RL Libri, 2010, ISBN 978-88-462-1060-9.
- Kathy Reichs, Duecentosei ossa, traduzione di Annoni I., Rizzoli, 2010, ISBN 978-88-17-04139-3.